# 長谷川潤 (中学校教師)
長谷川 潤（はせがわ じゅん、1947年〈昭和22年〉11月10日 - ）は、日本の教育者および政治活動家。父はチッソ興産（現：日祥）元代表取締役社長の長谷川達海。

## 来歴
同志社大学文学部卒業後、民間企業勤務の営業マンとして勤務する。1975年（昭和50年）より枚方市立第一中学校の中学校教師（社会）を務める。
勤務の傍ら定例勉強会「一日会」を主宰し機関紙「神風」 を発行するなど、中山嶺雄として関西右翼の重鎮としても活動してきた。田中正明や日本皇民党とも関係があり、中央政界や維新政党・新風 ともパイプを持つ。
なお中学が荒れていた時期はマスコミに登場することも多かったが、雑誌などでの執筆やインタビュー、また「朝まで生テレビ!」などへの出演では、「中学教師の長谷川」で通していた。

## 著書
- 「中学生亡国論―悪ガキに乗っ取られた学校」1999年（平成11年）（全貌社）
- 「生涯ヒラ教師があえて書きました学校の常識」2004年（平成16年）（アートヴィレッジ）